# Atrichotoxon usambarense
Atrichotoxon usambarense là một loài ốc sên hô hấp trên cạn, là động vật thân mềm chân bụng có phổi sống trên cạn thuộc họ Helicarionidae. Nó là loài đặc hữu của Tanzania.